# ゴロちゃん
『ゴロちゃん』は、ひらけ!ポンキッキで使われた楽曲。1990年に発売された。歌：すぺぺ、作詞：村上明彦、作曲：辻畑鉄也、編曲：森英治。
映画『公園通りの猫たち』（1989年公開）の挿入歌のうちの一つとしても起用された。

## 概要
番組のアニメーションのキャラクターデザインを担当した木元裕子が飼っていた「カムチン」をモデルにしたものだったという。
ある三毛猫が年下の黒猫ゴロちゃんに抱いた恋心についての歌詞となっている。
カップリングはムーンドッグスの『噛みつきたい』（作詞・作曲：ポール・マッカートニー、編曲：森川欣二）。

## カバー
後に、鈴木蘭々が歌うバージョンが発表された。アルバム「P-kies 20th Century New Trax」（PCTG-00221）に収録。